# 今村隆寛
今村 隆寛（いまむら たかひろ）は、日本のアニメーション監督、アニメーション演出家。

## 主な作品

### テレビアニメ
- ひみつのアッコちゃん（第2作）（1988年・演出助手）
- 闘将!!拉麵男（1988年・演出助手）
- ドラゴンボールZ（1989年・演出）
- ゲッターロボ號（1991年・演出助手）
- ドラゴンボールGT（1996年・演出）
- ひみつのアッコちゃん（第3作）（1998年・演出）
- デジモンアドベンチャー（1999年・演出）
- ONE PIECE（2003年~2014年、2018年~2019年・演出）
- デジモンアドベンチャー02（2000年・演出）[1]
- デジモンテイマーズ（2001年・演出）
- デジモンフロンティア（2002年・演出）
- エアマスター（2003年・演出）
- 聖闘士星矢Ω（2013年・演出）
- 金田一少年の事件簿R（2014年・演出）
- ドラゴンボール超（2015年・絵コンテ）

### OVA
- 3×3 EYES（1991年・助監督）

### 劇場アニメ
- 聖闘士星矢 真紅の少年伝説（1988年・助監督）
- ドラゴンボールZ 地球まるごと超決戦（1990年・助監督）
- ドラゴンボールZ 極限バトル!!三大超サイヤ人（1992年・助監督）
- ドラゴンボールZ 燃えつきろ!!熱戦・烈戦・超激戦（1993年・助監督）
- ドラゴンボールZ 銀河ギリギリ!!ぶっちぎりの凄い奴（1993年・助監督）
- ドラゴンボールZ 危険なふたり!超戦士はねむれない（1994年・助監督）
- ドラゴンボールZ 超戦士撃破!!勝つのはオレだ（1994年・助監督）
- ドラゴンボールZ 復活のフュージョン!!悟空とベジータ（1995年・助監督）
- ドラゴンボールZ 龍拳爆発!!悟空がやらねば誰がやる（1995年・助監督）
- ドラゴンボール 最強への道（1996年・助監督）
- デジモンアドベンチャー02 ディアボロモンの逆襲 （2001年・監督）
- デジモンフロンティア 古代デジモン復活!!（2002年・監督）
- 真救世主伝説　北斗の拳　ラオウ伝　殉愛の章（2006年・監督）
- ONE PIECE エピソードオブアラバスタ 砂漠の王女と海賊たち（2007年・監督）